# Kanzel (Bayerischer Wald)
Die Kanzel ist ein mehrgipfeliger Berg im Nationalpark Bayerischer Wald südlich des Lusen und des Hohlstein. Das Gebiet um die Kanzel wird vornehmlich als „Felswandergebiet“ bezeichnet, das von zahlreichen Wanderwegen durchzogen wird, die immer wieder an Felsformationen vorbeiführen. Einen richtigen Gipfel bildet jedoch nur die Kleine Kanzel (1011 m) ein kleines Stück weiter westlich. Auf dessen markanten Felsbrocken steht ein stattliches Gipfelkreuz mit bescheidenem Ausblick nach Süden. Die nächstgelegene Ortschaft, und ein guter Ausgangspunkt für eine Besteigung, ist Mauth.
Der Berg ist vom Bayerischen Landesamt für Umwelt als Geotop (272R013) ausgewiesen.